# سيدني ليرو
سيدني ليروكس (بالإنجليزية: Sydney Rae Leroux)‏ (7 مايو 1990 بفانكوفر في كندا - ) هي لاعبة كرة قدم أمريكية وكندية في مركز الهجوم، شاركت في الألعاب الأولمبية الصيفية 2012. وشاركت مع منتخب الولايات المتحدة لكرة القدم للسيدات ومنتخب الولايات المتحدة تحت 20 سنة للسيدات لكرة القدم ومنتخب كندا تحت 20 سنة للسيدات لكرة القدم. أما مع النوادي، فقد لعبت مع بوسطن بريكرز وسياتل رين وفانكوفر وايتكابس ونادي كانساس سيتي ووسترن نيويورك فلاش وSound FC (women) ‏ وVancouver Whitecaps FC (women) ‏.

## وصلات خارجية
- سيدني ليرو على موقع الاتحاد الدولي (مؤرشف)  (الإنجليزية)
- سيدني ليرو على موقع الاتحاد الأوربي (الإنجليزية)
- سيدني ليرو على موقع قاعدة بيانات كرة القدم.إي يو (الإنجليزية)
- سيدني ليرو على موقع Soccerway.com (الإنجليزية)
- سيدني ليرو على موقع اللجنة الأولمبية الدولية (الإنجليزية)
- سيدني ليرو على موقع أوليمبيديا (الإنجليزية)
- سيدني ليرو على موقع اللجنة الأولمبية والبارالمبية الأمريكية (الإنجليزية)